# Élections municipales de 2003 en Estrie
Les élections municipales québécoises de 2003 se déroulent le 2 novembre 2003. Elles permettent d'élire les maires et les conseillers de chacune des municipalités locales du Québec, ainsi que les préfets de quelques municipalités régionales de comté.

## Estrie

### Asbestos
| Poste/District                                                | Élu                    | Type d'élection |
| ------------------------------------------------------------- | ---------------------- | --------------- |
| Maire                                                         | Louise Moisan-Coulombe | Scrutin         |
| 1                                                             | Gilles Messier         | Sans opposition |
| 2                                                             | Hugues Grimard         | Scrutin         |
| 3                                                             | Serge Boislard         | Scrutin         |
| 4                                                             | Nicole Forgues         | Scrutin         |
| 5                                                             | Clément Croteau        | Scrutin         |
| 6                                                             | Louise Fréchette       | Sans opposition |
| Électeurs : 5 455 Votants : 3 280 Taux de participation: 60 % |                        |                 |

### Audet
| Poste/District                                           | Élu               | Type d'élection |
| -------------------------------------------------------- | ----------------- | --------------- |
| 3                                                        | Jean-Marc Grondin | Sans opposition |
| 4                                                        | Claudette Bruneau | Sans opposition |
| 6                                                        | Laurier Boucher   | Sans opposition |
| Électeurs : n/a Votants : n/a Taux de participation: n/a |                   |                 |

### Austin
| Poste/District                                              | Élu                | Type d'élection |
| ----------------------------------------------------------- | ------------------ | --------------- |
| Maire                                                       | Roger Nicolet      | Sans opposition |
| 1                                                           | Arthur Bryant      | Sans opposition |
| 2                                                           | Géraldine Bouchard | Scrutin         |
| 3                                                           | Jean-Claude Duff   | Scrutin         |
| 4                                                           | Marco Scholer      | Scrutin         |
| 5                                                           | Jean-Marc Couture  | Sans opposition |
| 6                                                           | Denis Lachance     | Scrutin         |
| Électeurs : 1 260 Votants : 607 Taux de participation: 48 % |                    |                 |

### Ayer's Cliff
| Poste/District                                            | Élu               | Type d'élection |
| --------------------------------------------------------- | ----------------- | --------------- |
| 1                                                         | Marcel Scalabrini | Scrutin         |
| 3                                                         | Norman Wintle     | Sans opposition |
| 4                                                         | Gerry Brus        | Sans opposition |
| Électeurs : 844 Votants : 301 Taux de participation: 36 % |                   |                 |

### Barnston-Ouest
| Poste/District                                            | Élu               | Type d'élection |
| --------------------------------------------------------- | ----------------- | --------------- |
| 2                                                         | Simon Jubinville  | Scrutin         |
| 3                                                         | Émile Couture     | Scrutin         |
| 4                                                         | Alain Bouffard    | Scrutin         |
| 5                                                         | Ghislaine Leblond | Scrutin         |
| Électeurs : 481 Votants : 310 Taux de participation: 64 % |                   |                 |

### Bolton-Est
| Poste/District                                           | Élu              | Type d'élection |
| -------------------------------------------------------- | ---------------- | --------------- |
| 2                                                        | Bruno Beauregard | Sans opposition |
| 3                                                        | Pamela Galvin    | Sans opposition |
| 4                                                        | James Carrier    | Sans opposition |
| Électeurs : n/a Votants : n/a Taux de participation: n/a |                  |                 |

### Bonsecours
| Poste/District                                            | Élu               | Type d'élection |
| --------------------------------------------------------- | ----------------- | --------------- |
| Maire                                                     | Cécile Laliberté  | Scrutin         |
| 1                                                         | Dominique Olivier | Scrutin         |
| 2                                                         | Richard Plante    | Scrutin         |
| 3                                                         | Serge Émond       | Scrutin         |
| 4                                                         | Cécile Lapalme    | Sans opposition |
| 5                                                         | Paul Berthelette  | Sans opposition |
| 6                                                         | Jean Tétreault    | Sans opposition |
| Électeurs : 489 Votants : 309 Taux de participation: 63 % |                   |                 |

### Bury
| Poste/District                                            | Élu             | Type d'élection |
| --------------------------------------------------------- | --------------- | --------------- |
| 1                                                         | Gaston Turcotte | Scrutin         |
| 2                                                         | Martin Lefebvre | Scrutin         |
| 3                                                         | Claude Lemieux  | Scrutin         |
| Électeurs : 946 Votants : 428 Taux de participation: 45 % |                 |                 |

### Chartierville
| Poste/District                                           | Élu                  | Type d'élection |
| -------------------------------------------------------- | -------------------- | --------------- |
| 4                                                        | Jean-René Ré         | Sans opposition |
| 5                                                        | Micheline P. Fortier | Sans opposition |
| 6                                                        | Diane Fortier        | Sans opposition |
| Électeurs : n/a Votants : n/a Taux de participation: n/a |                      |                 |

### Cleveland
| Poste/District                                            | Élu              | Type d'élection |
| --------------------------------------------------------- | ---------------- | --------------- |
| Maire                                                     | Gérald Badger    | Sans opposition |
| 1                                                         | David Crack      | Sans opposition |
| 2                                                         | Bertrand Ménard  | Scrutin         |
| 3                                                         | Peter O'Donnell  | Sans opposition |
| 4                                                         | John VanderWall  | Sans opposition |
| 5                                                         | Henri Schroeders | Sans opposition |
| 6                                                         | Pierre Grandmont | Sans opposition |
| Électeurs : 194 Votants : 119 Taux de participation: 61 % |                  |                 |

### Coaticook
| Poste/District                                                | Élu                | Type d'élection |
| ------------------------------------------------------------- | ------------------ | --------------- |
| Maire                                                         | André Langevin     | Sans opposition |
| 1                                                             | Bertrand Lamoureux | Sans opposition |
| 2                                                             | Madeleine Drolet   | Scrutin         |
| 3                                                             | Michel Viens       | Sans opposition |
| 4                                                             | Luc Demers         | Scrutin         |
| 5                                                             | Lionel Giroux      | Scrutin         |
| 6                                                             | Serge Gosselin     | Scrutin         |
| Électeurs : 6 671 Votants : 3 098 Taux de participation: 46 % |                    |                 |

### Compton
| Poste/District                                              | Élu               | Type d'élection |
| ----------------------------------------------------------- | ----------------- | --------------- |
| Maire                                                       | Fernand Veilleux  | Scrutin         |
| 1                                                           | Pierre Bergeron   | Sans opposition |
| 2                                                           | Monique Clément   | Sans opposition |
| 3                                                           | Jean-Noël Groleau | Sans opposition |
| 4                                                           | Jacques Blain     | Sans opposition |
| 5                                                           | Robert Paré       | Sans opposition |
| 6                                                           | Denis Beaudoin    | Sans opposition |
| Électeurs : 2 312 Votants : 465 Taux de participation: 20 % |                   |                 |

### Courcelles
| Poste/District                                           | Élu           | Type d'élection |
| -------------------------------------------------------- | ------------- | --------------- |
| 1                                                        | André Labonté | Sans opposition |
| 2                                                        | Claude Goulet | Sans opposition |
| 6                                                        | Mario Quirion | Sans opposition |
| Électeurs : n/a Votants : n/a Taux de participation: n/a |               |                 |

### Dudswell
| Poste/District                                              | Élu              | Type d'élection |
| ----------------------------------------------------------- | ---------------- | --------------- |
| Maire                                                       | Marc Latulippe   | Sans opposition |
| 1                                                           | Maurice Dodier   | Scrutin         |
| 2                                                           | Nicole Robert    | Scrutin         |
| 3                                                           | Micheline Breton | Scrutin         |
| 4                                                           | Réjean Cloutier  | Scrutin         |
| 5                                                           | Alain Dodier     | Scrutin         |
| 6                                                           | Robert Léger     | Sans opposition |
| Électeurs : 1 282 Votants : 706 Taux de participation: 55 % |                  |                 |

### East Angus
| Poste/District                                           | Élu               | Type d'élection |
| -------------------------------------------------------- | ----------------- | --------------- |
| 2                                                        | Véronique Bruneau | Sans opposition |
| 3                                                        | Robert G. Roy     | Sans opposition |
| 4                                                        | Lisette Dumont    | Sans opposition |
| Électeurs : n/a Votants : n/a Taux de participation: n/a |                   |                 |

### East Hereford
| Poste/District                                           | Élu            | Type d'élection |
| -------------------------------------------------------- | -------------- | --------------- |
| 4                                                        | Manon Jacques  | Sans opposition |
| 5                                                        | Ronald Owen    | Sans opposition |
| 6                                                        | Johanne Beloin | Sans opposition |
| Électeurs : n/a Votants : n/a Taux de participation: n/a |                |                 |

### Frontenac
| Poste/District                                            | Élu                 | Type d'élection |
| --------------------------------------------------------- | ------------------- | --------------- |
| Maire                                                     | Jean-Denis Cloutier | Sans opposition |
| 1                                                         | Clermont Lapointe   | Sans opposition |
| 2                                                         | Denis Vachon        | Scrutin         |
| 3                                                         | Rénald Blais        | Sans opposition |
| 4                                                         | Pierre Philippon    | Sans opposition |
| 5                                                         | Guy Grenier         | Sans opposition |
| 6                                                         | Roger Inkel         | Scrutin         |
| Électeurs : 394 Votants : 232 Taux de participation: 59 % |                     |                 |

### Hampden
| Poste/District                                            | Élu            | Type d'élection |
| --------------------------------------------------------- | -------------- | --------------- |
| 4                                                         | Guy Poirier    | Scrutin         |
| 5                                                         | Alain Sabourin | Sans opposition |
| 6                                                         | Léo Boucher    | Scrutin         |
| Électeurs : 264 Votants : 160 Taux de participation: 61 % |                |                 |

### Hatley (municipalité de canton)
| Poste/District                                           | Élu             | Type d'élection |
| -------------------------------------------------------- | --------------- | --------------- |
| 1                                                        | D'Arcy Ryan     | Sans opposition |
| 3                                                        | Roger Bilodeau  | Sans opposition |
| 4                                                        | Claude Meilleur | Sans opposition |
| 5                                                        | Guy Larkin      | Sans opposition |
| Électeurs : n/a Votants : n/a Taux de participation: n/a |                 |                 |

### Hatley (municipalité)
| Poste/District                                            | Élu                | Type d'élection |
| --------------------------------------------------------- | ------------------ | --------------- |
| Maire                                                     | Jacques DeLéséleuc | Scrutin         |
| 1                                                         | Chantal Montminy   | Sans opposition |
| 2                                                         | Bruno Côté         | Scrutin         |
| 3                                                         | Janick Bouffard    | Sans opposition |
| 4                                                         | Gaston Giguère     | Sans opposition |
| 5                                                         | Bernard Paré       | Sans opposition |
| 6                                                         | Gilles Viens       | Sans opposition |
| Électeurs : 657 Votants : 275 Taux de participation: 42 % |                    |                 |

### Kingsbury
| Poste/District                                           | Élu              | Type d'élection |
| -------------------------------------------------------- | ---------------- | --------------- |
| 2                                                        | Marc Renaud      | Scrutin         |
| 3                                                        | Mario Poitras    | Scrutin         |
| 4                                                        | Michel Thibeault | Sans opposition |
| Électeurs : 121 Votants : 71 Taux de participation: 59 % |                  |                 |

### Lac-Drolet
| Poste/District                                           | Élu             | Type d'élection |
| -------------------------------------------------------- | --------------- | --------------- |
| 1                                                        | Robert Therrien | Sans opposition |
| 3                                                        | Raymond Royer   | Sans opposition |
| 5                                                        | Daniel Faucher  | Sans opposition |
| Électeurs : n/a Votants : n/a Taux de participation: n/a |                 |                 |

### Lingwick
| Poste/District                                            | Élu                | Type d'élection |
| --------------------------------------------------------- | ------------------ | --------------- |
| 2                                                         | Claude Després     | Sans opposition |
| 3                                                         | Michel Boivin      | Scrutin         |
| 6                                                         | Jean-Louis Grenier | Scrutin         |
| Électeurs : 382 Votants : 232 Taux de participation: 61 % |                    |                 |

### Marston
| Poste/District                                            | Élu                   | Type d'élection |
| --------------------------------------------------------- | --------------------- | --------------- |
| 1                                                         | Paul Morin            | Scrutin         |
| 5                                                         | Gaston Audet-Lapointe | Sans opposition |
| 6                                                         | Gérald Roy            | Sans opposition |
| Électeurs : 582 Votants : 254 Taux de participation: 44 % |                       |                 |

### Martinville
| Poste/District                                           | Élu               | Type d'élection |
| -------------------------------------------------------- | ----------------- | --------------- |
| 1                                                        | Lydia Boutin      | Sans opposition |
| 3                                                        | Réal Côté         | Sans opposition |
| 6                                                        | France Scalabrini | Sans opposition |
| Électeurs : n/a Votants : n/a Taux de participation: n/a |                   |                 |

### Melbourne
| Poste/District                                            | Élu              | Type d'élection |
| --------------------------------------------------------- | ---------------- | --------------- |
| 2                                                         | André Poirier    | Sans opposition |
| 4                                                         | James Johnston   | Sans opposition |
| 6                                                         | Valérie Guénette | Scrutin         |
| Électeurs : 784 Votants : 146 Taux de participation: 19 % |                  |                 |

### Milan
| Poste/District                                           | Élu                 | Type d'élection |
| -------------------------------------------------------- | ------------------- | --------------- |
| 1                                                        | Stéphane Patry      | Scrutin         |
| 5                                                        | Maurice Proteau     | Scrutin         |
| 6                                                        | Louiselle Rouillard | Sans opposition |
| Électeurs : 254 Votants : 82 Taux de participation: 32 % |                     |                 |

### North Hatley
| Poste/District                                            | Élu            | Type d'élection |
| --------------------------------------------------------- | -------------- | --------------- |
| 1                                                         | John Rasmussen | Scrutin         |
| 3                                                         | Paul Sénécal   | Scrutin         |
| 5                                                         | Michael Page   | Sans opposition |
| Électeurs : 610 Votants : 248 Taux de participation: 41 % |                |                 |

### Notre-Dame-des-Bois
| Poste/District                                           | Élu                | Type d'élection |
| -------------------------------------------------------- | ------------------ | --------------- |
| 1                                                        | Jacques Lemieux    | Scrutin         |
| 2                                                        | Gilles Goyette     | Scrutin         |
| 5                                                        | Sylvie Charbonneau | Scrutin         |
| Électeurs : 659 Votants : 329 Taux de participation: 50% |                    |                 |

### Ogden
| Poste/District                                            | Élu             | Type d'élection |
| --------------------------------------------------------- | --------------- | --------------- |
| 1                                                         | Normand Gélinas | Sans opposition |
| 2                                                         | Pierre Larocque | Scrutin         |
| 3                                                         | Stephen Baker   | Sans opposition |
| 6                                                         | Rod Copper      | Sans opposition |
| Électeurs : 682 Votants : 199 Taux de participation: 29 % |                 |                 |

### Piopolis
| Poste/District                                            | Élu               | Type d'élection |
| --------------------------------------------------------- | ----------------- | --------------- |
| 1                                                         | Martine Bastien   | Sans opposition |
| 2                                                         | Francine Lévesque | Sans opposition |
| 5                                                         | Serge Gosselin    | Scrutin         |
| Électeurs : 354 Votants : 196 Taux de participation: 55 % |                   |                 |

### Saint-Adrien
| Poste/District                                           | Élu                  | Type d'élection |
| -------------------------------------------------------- | -------------------- | --------------- |
| 2                                                        | Michel Chrétien      | Sans opposition |
| 3                                                        | Adrien Gagnon        | Sans opposition |
| 6                                                        | Paul-Émile Corriveau | Sans opposition |
| Électeurs : n/a Votants : n/a Taux de participation: n/a |                      |                 |

### Saint-Augustin-de-Woburn
| Poste/District                                            | Élu              | Type d'élection |
| --------------------------------------------------------- | ---------------- | --------------- |
| 1                                                         | Réal Vachon      | Sans opposition |
| 2                                                         | Stéphane Grenier | Scrutin         |
| 5                                                         | Carole Blondeau  | Scrutin         |
| Électeurs : 570 Votants : 234 Taux de participation: 41 % |                  |                 |

### Saint-Camille
| Poste/District                                           | Élu              | Type d'élection |
| -------------------------------------------------------- | ---------------- | --------------- |
| 3                                                        | Pierre Bellerose | Sans opposition |
| 4                                                        | Benoit Bourassa  | Sans opposition |
| 5                                                        | Claude Larose    | Sans opposition |
| Électeurs : n/a Votants : n/a Taux de participation: n/a |                  |                 |

### Saint-Denis-de-Brompton
| Poste/District                                           | Élu                | Type d'élection |
| -------------------------------------------------------- | ------------------ | --------------- |
| Maire                                                    | Myke Doyle         | Sans opposition |
| 1                                                        | Jean-Guy Émond     | Sans opposition |
| 2                                                        |                    | Vacant          |
| 3                                                        |                    | Vacant          |
| 4                                                        | Christiane Vanasse | Sans opposition |
| 5                                                        | Kurt Serreyn       | Sans opposition |
| 6                                                        | Lise Roy           | Sans opposition |
| Électeurs : n/a Votants : n/a Taux de participation: n/a |                    |                 |

### Saint-Joseph-de-Ham-Sud
| Poste/District                                            | Élu               | Type d'élection |
| --------------------------------------------------------- | ----------------- | --------------- |
| 1                                                         | Rose-Ange St-Onge | Sans opposition |
| 4                                                         | Luc St-Laurent    | Scrutin         |
| 6                                                         | Langevin Gagnon   | Scrutin         |
| Électeurs : 226 Votants : 164 Taux de participation: 73 % |                   |                 |

### Saint-Malo
| Poste/District                                            | Élu             | Type d'élection |
| --------------------------------------------------------- | --------------- | --------------- |
| 1                                                         | Maurice Gravel  | Sans opposition |
| 5                                                         | Jacques Madore  | Sans opposition |
| 6                                                         | Martial Lemieux | Scrutin         |
| Électeurs : 385 Votants : 241 Taux de participation: 63 % |                 |                 |

### Saint-Venant-de-Paquette
| Poste/District                                           | Élu              | Type d'élection |
| -------------------------------------------------------- | ---------------- | --------------- |
| 1                                                        | Henri Pariseau   | Sans opposition |
| 4                                                        | Sandra Paquet    | Sans opposition |
| 5                                                        | Isabelle Loignon | Sans opposition |
| Électeurs : n/a Votants : n/a Taux de participation: n/a |                  |                 |

### Sainte-Cécile-de-Whitton
| Poste/District                                            | Élu               | Type d'élection |
| --------------------------------------------------------- | ----------------- | --------------- |
| Maire                                                     | Maurice Guay      | Scrutin         |
| 1                                                         | Alyne Roy         | Scrutin         |
| 2                                                         | Gaétan Roy        | Sans opposition |
| 3                                                         | Sophie Rodrigue   | Scrutin         |
| 4                                                         | Jacques Bordeleau | Scrutin         |
| 5                                                         | Roger Nadeau      | Sans opposition |
| Électeurs : 714 Votants : 364 Taux de participation: 51 % |                   |                 |

### Stanstead (canton)
| Poste/District                                            | Élu                    | Type d'élection |
| --------------------------------------------------------- | ---------------------- | --------------- |
| 1                                                         | Judy Rochester         | Scrutin         |
| 5                                                         | Christiane VanDeVoorde | Scrutin         |
| 6                                                         | Robert Langlois        | Scrutin         |
| Électeurs : 956 Votants : 394 Taux de participation: 41 % |                        |                 |

### Stanstead-Est
| Poste/District                                            | Élu           | Type d'élection |
| --------------------------------------------------------- | ------------- | --------------- |
| 1                                                         | Huy Lefebvre  | Sans opposition |
| 2                                                         | Pierre Demers | Sans opposition |
| 6                                                         | Manon Roy     | Scrutin         |
| Électeurs : 585 Votants : 319 Taux de participation: 55 % |               |                 |

### Stoke
| Poste/District                                              | Élu               | Type d'élection |
| ----------------------------------------------------------- | ----------------- | --------------- |
| Maire                                                       | Bertrand Ducharme | Sans opposition |
| 1                                                           | Pierre Mailhot    | Sans opposition |
| 2                                                           | Réjean Dubé       | Sans opposition |
| 3                                                           | Richard Mathieu   | Sans opposition |
| 4                                                           | Michel Picard     | Scrutin         |
| 5                                                           | Luc Cayer         | Sans opposition |
| 6                                                           | Edith Poliquin    | Scrutin         |
| Électeurs : 1 965 Votants : 571 Taux de participation: 29 % |                   |                 |

### Stornoway
| Poste/District                                            | Élu                | Type d'élection |
| --------------------------------------------------------- | ------------------ | --------------- |
| 2                                                         | Pierre-André Gagné | Scrutin         |
| 3                                                         | Mario Lachance     | Scrutin         |
| 4                                                         | Solange Côté       | Sans opposition |
| Électeurs : 462 Votants : 350 Taux de participation: 76 % |                    |                 |

### Stratford
| Poste/District                                              | Élu                       | Type d'élection |
| ----------------------------------------------------------- | ------------------------- | --------------- |
| 1                                                           | Lise St-Pierre St-Laurent | Sans opposition |
| 2                                                           | Guy Cloutier              | Scrutin         |
| 6                                                           | Alain Beaudoin            | Sans opposition |
| Électeurs : 1 026 Votants : 393 Taux de participation: 38 % |                           |                 |

### Val-Racine
| Poste/District                                           | Élu            | Type d'élection |
| -------------------------------------------------------- | -------------- | --------------- |
| 1                                                        | Sonia Cloutier | Sans opposition |
| 2                                                        | Daniel Goyette | Sans opposition |
| 4                                                        | Tania Janowski | Sans opposition |
| Électeurs : n/a Votants : n/a Taux de participation: n/a |                |                 |

### Valcourt (municipalité de canton)
| Poste/District                                           | Élu                 | Type d'élection |
| -------------------------------------------------------- | ------------------- | --------------- |
| Maire                                                    | Patrice Desmarais   | Sans opposition |
| 1                                                        | Réjean Malboeuf     | Sans opposition |
| 2                                                        | Réjean Desranleau   | Sans opposition |
| 3                                                        | Jacqueline Nadeau   | Sans opposition |
| 4                                                        | Lionel Gravel       | Sans opposition |
| 5                                                        | Bertrand Bombardier | Sans opposition |
| 6                                                        | Michel Daigneault   | Sans opposition |
| Électeurs : n/a Votants : n/a Taux de participation: n/a |                     |                 |

### Westbury
| Poste/District                                           | Élu                | Type d'élection |
| -------------------------------------------------------- | ------------------ | --------------- |
| 3                                                        | Line Cloutier      | Sans opposition |
| 4                                                        | Cécile Tellier-Roy | Sans opposition |
| 5                                                        | Yves Allaire       | Sans opposition |
| Électeurs : n/a Votants : n/a Taux de participation: n/a |                    |                 |